# Liszki (Petite-Pologne)
Pour les articles homonymes, voir Liszki.
Liszki est une localité polonaise, siège de la gmina de Liszki, située dans le powiat de Cracovie en voïvodie de Petite-Pologne.